# Новоконстантиновка
Новоконстантиновка (на украински: Новокостянтинівка) е село в южна Украйна, административен център на Новоконстантиновски селски съвет в Приазовски район на Запорожка област. Населението му е около 729 души (2001).
Разположено е на 21 m надморска височина в Черноморската низина, на 2 km северозападно от брега на Азовско море и на 36 km югоизточно от град Мелитопол. Селото е основано през 1862 година от арнаутски преселници от преминалата на румънска територия част от Южна Бесарабия и украинци от Добруджа.